# Doug Moench
Douglas Moench ( /mʌntʃ/; Chicago, 23 de febrero de 1948) es un escritor estadounidense de historietas, novelas, cuentos, artículos de prensa, tiras de prensa semanales, guiones de películas y teleplays. Es conocido por su trabajo en Batman y como el creador de Caballero Luna, Deathlok, Máscara Negra, Harvey Bullock, las series de cómic Electric Warrior y Six from Sirius, así como por su aclamado periodo de ocho años en Master of Kung Fu.

## Primeros años
La primera obra publicada de Moench fue My Dog Sandy, una tira de prensa en el periódico de su escuela primaria. Una carta de fan de Moench fue publicada en The Amazing Spider-Man #17 (octubre de 1964) en la que elogió el arte de Steve Ditko y otras más aparecieron en Avengers #51 (abril de 1968), Captain America #102 (junio de 1968) y Silver Surfer #14 (marzo de 1970). Comenzó su carrera profesional como escritor con guiones para Eerie #29 y Vampirella #7 (ambos con fecha de portada de septiembre de 1970) y artículos para el periódico Chicago Sun-Times. En 1973 se mudó a la ciudad de Nueva York.

## Carrera
Moench comenzó a trabajar para Marvel Comics en 1973 y su primera historia para la editorial apareció en Chamber of Chills #7 (noviembre de 1973). Al año siguiente, Moench se convirtió en el escritor principal de facto del sello de revistas en blanco y negro de Marvel, Curtis Magazines. Contribuyó durante toda la duración de las series El planeta de los simios y Doc Savage, además de ser el escritor regular de prácticamente todos los demás títulos de Curtis mientras existió ese sello. Para la línea de cómics en color de Marvel, Moench escribió el título Werewolf by Night y fue el sucesor de Steve Englehart como escritor de Master of Kung Fu. Moench escribió el guion de la sección de Deathlok en Astonishing Tales, protagonizada por el personaje cocreado por Rich Buckler. Moench y el artista Don Perlin introdujeron al Caballero Luna en Werewolf by Night #32 (agosto de 1975), este personaje luego apareció en otros títulos de Marvel y tuvo su propia serie en solitario en 1980. Moench y George Pérez lanzaron la serie Inhumans en octubre de 1975 mientras que «Weirdworld» fue creada por Moench y Mike Ploog en Marvel Super Action #1 (enero de 1976).
Continuando su trabajo para la línea de revistas en blanco y negro de Marvel Comics, Moench y Walt Simonson debutaron The Rampaging Hulk en enero de 1977. La serie fue retitulada The Hulk! con el número 10 y pasó a un formato a todo color. Moench trabajó con Herb Trimpe en dos historietas sobre propiedades licenciadas, Godzilla y Shogun Warriors.
Moench ha colaborado por una largo tiempo y de manera frecuente con el artista de historietas Paul Gulacy. El dúo es probablemente más conocido por su periodo en Master of Kung Fu, en el estuvieron trabajaron juntos de 1974 a 1977. El historiador de cómics Les Daniels señaló que «la ingeniosa escritura de Doug Moench y el arte energético de Paul Gulacy revitalizaron a Master of Kung Fu». En 2010, el sitio web Comics Bulletin clasificó al trabajo de Moench y Gulacy en Master of Kung-Fu en el sexto lugar de su lista «Los 10 mejores Marvels de los 1970s». Posteriormente, Moench y Gulacy cocrearon Six from Sirius, Slash Maraud y SCI Spy, además de trabajar juntos en cómics protagonizados por Batman, Conan el bárbaro y James Bond .
A finales de agosto de 1982, Moench abandonó Marvel Comics debido a desacuerdos con el entonces editor en jefe Jim Shooter. Fue contratado por DC Comics y de 1983 a 1986 escribió Batman y Detective Comics, allí cocreó a nuevos villanos como Nightslayer en Detective Comics #529 (agosto de 1983), Mascara Negra en Batman #386 (agosto de 1985), y Film Freak en Batman #395 (mayo de 1986). Él y el artista Don Newton crearon la historia en la que Jason Todd reemplaza a Dick Grayson como Robin en Batman #368 (febrero de 1984). Su primer periodo en Batman terminó con el número 400, que incluía trabajos de varios artistas de cómics populares e incluía una introducción del novelista Stephen King. En su segundo periodo en el título, de 1992 a 1998, Moench fue uno de los escritores del arco narrativo «Knightfall» y escribió Batman #500, en el que el personaje Azrael reemplazó a Bruce Wayne como Batman. El arco narrativo «KnightsEnd», en el que Bruce Wayne regresó al papel de Batman, también fue coescrito por Moench. Otras historias de Batman a las que Moench contribuyó fueron «Contagio», «Legado», y «Cataclysm».
Trabajando en DC Comics durante la década de 1980, Moench escribió Omega Men y The Spectre. Fue uno de los colaboradores de la serie limitada DC Challenge en 1986 y cocreó Electric Warrior con el artista Jim Baikie, Lords of the Ultra-Realm con Pat Broderick y Slash Maraud con Gulacy.
Moench colaboró frecuentemente con los artistas Kelley Jones y John Beatty en varias novelas gráficas del sello Elseworlds de DC Comics, entre ellas Batman & Drácula: lluvia roja y un largo periodo del cómic mensual de Batman. En 1994, Moench coescribió el crossover entre editoriales Batman-Spawn: War Devil con Chuck Dixon y Alan Grant.

## Vida personal
Moench y su esposa, Debra, tienen un hijo, Derek. Moench vive en Pensilvania desde 2018.

## Premios y nominaciones
- 1972: Nominado al Chicago Newspaper Guild Award
- 1977: Premio Eagle por la Historia de Cómics Continuada Favorita por Master of Kung Fu #48-51 con Paul Gulacy[40]
- 1978: Nominado al Premio Eagle por la Historia Individual Favorita por Marvel Premiere #38, «The Lord Tyndall's Quest» con Mike Ploog
- 1979: Nominado al Premio Eagle como Mejor Escritor de Cómics (Estados Unidos) y a la Mejor Historia Continuada por Captain Marvel #58-62 con Pat Broderick
- 1980: Nominado al Premios Eagle como Escritor de Cómics Favorito
- 1981: Premio Inkpot[41]
- 1990: Nominado al Premio Haxtur por la Mejor Tira de Prensa Larga por Slash Maraud con Paul Gulacy
- 1997: Nominado al Premio Haxtur por la Mejor Tira de Prensa Larga por Batman Versus Predator II[42]